# Oxana Kozonchuk
Oxana Kozonchuk, née le 28 mai 1988 à Podgorenskiy, est une coureuse cycliste russe. Elle est membre de la formation Lensworld-Zannata. 

## Palmarès sur route

### Par années
- 2012
  - 2e du Grand Prix de Maykop
- 2013
  - 1re étape du Tour de Bretagne
  - 1re étape du Circuit de la Haute-Vienne
  - 2e du championnat de Russie sur route
- 2016
  - 3e du championnat de Russie sur route

### Classements mondiaux
| Année          | 2009 | 2010 | 2011 | 2012 | 2013 | 2014 | 2015 | 2016 |
| Classement UCI | 372e | 80e  | 112e | 183e | 35e  | 114e | 118e | 265e |

## Palmarès sur piste

### Championnats d'Europe
- Pruszkow 2008
  -  Médaillée de bronze de la poursuite par équipes espoirs (avec Victoriya Kondel et Maria Mishina)

### Championnats nationaux
- 2008
  -  Championne de Russie de poursuite